# Охорона здоров'я в Словаччині
Охорона здоров'я в Словаччині має особливості моделі Бісмарка, Беверіджа і національного медичного страхування. Обов'язкові внески на охорону здоров'я, які пов'язані з доходами, сплачуються вибраній медичній страховій компанії. 4 % оплачується працівником, 10 % — роботодавцем. Самозайняті люди повинні сплачувати всі 14 %. Уряд платить за тих, хто не працює, у розмірі 4,9 % від середнього доходу. Більше 98 % населення охоплене медичним страхуванням. Існують три медичні страхові компанії, одна з яких належить уряду, що забезпечує 65 % населення. Рівень внесків не впливає на право на лікування. Система не охоплює пластичну хірургію або всі стоматологічні послуги. Те, що охоплюється медичним страхуванням, визначено законодавством. Повна вартість медикаментів не завжди покрита.
Медичним процедурам призначається штучне значення в «балах», яку компанія медичного страхування перетворює на реальну грошову вартість. Лікарі загальної практики отримують оплату за кожного зареєстрованого пацієнта. Є ліміти відшкодування, і вони можуть бути перевищені щодо окремих пацієнтів шляхом переговорів.
Витрати на охорону здоров'я в 2009 році склали близько 3400 мільйонів євро, близько 5,36 % валового внутрішнього продукту.
Словаки рідко використовують приватну медичну допомогу, але промисловість медичного туризму розвивається навколо природних спа-курортів країни.
Є 44 державні лікарні.
У 2018 році була запущена система електронного здоров'я, якою керує Національний інформаційний центр охорони здоров'я. До системи підключені 92 лікарні. Усі відділення амбулаторних пацієнтів повинні брати участь. Зараз медичні записи пов'язані з ідентифікаційними картками. Ліки можна призначати по телефону, а аптеки також можуть отримати доступ до записів.